# Eriococcus hassanicus
Eriococcus hassanicus är en insektsart som först beskrevs av Danzig 1975.  Eriococcus hassanicus ingår i släktet Eriococcus och familjen filtsköldlöss. Inga underarter finns listade i Catalogue of Life.